# ルーシ・カガン国

ルーシ・カガン国
Ruskhaganatet(sv)
Русский каганат (ru)

9世紀半ばのヴァリャーグとルーシの居住地域（赤字）とスラヴ民族の所在地（灰色字）。
青線内側はハザールの支配地域。

ルーシ・カガン国（ルーシ・カガンこく、ルーシ・ハン国、ルーシ汗国とも）とは、8世紀後半から9世紀の半ばにかけて、現在のロシア北部にあったとされる国家または都市国家群である。リューリク朝キエフ・ルーシの前身となった国であり、ルーシと呼ばれた人々（少なくともその一部はスウェーデンから来たノース人でヴァリャーグと呼ばれていた）によって建国され、ノース人の他バルト人、スラヴ人、フィン人、テュルク系民族などで構成されていた。なお当時この地域は、ヴァリャーグ達にとってスカンディナビア東部への侵出、交易や海賊行為の拠点でもあった。
当時の記録によると、ホルムガルド（ノヴゴロド）、アルデイギャ（ラドガ）、リュブシャ（en）、アラボルグ（en）、サルスコエ・ゴロジシチェ（ロストフ、en）、チメリョボ（en）などがこの地域の最初期の町であり、古テュルク語のカガン（Khagan）の称号を用いる君主によって支配されていた。ルーシ・カガン国の時代は、民族としてのルーシの始まりとなった時代でもあり、その後継国にはキエフ・ルーシや現在のロシア、ベラルーシ、ウクライナなどに発展した後代の国々が含まれる。

## 文献証拠
ルーシの支配者に対して「カガン」の称号を使っている文献はいくつかあり、その多くは9世紀頃外国人によって書かれた文献であるが、11世紀から12世紀にかけて東スラヴ語で書かれた文献も3つある。
ヨーロッパではじめてルーシ・カガン国について言及したのは、フランク王国の『サンベルタン年代記』である。この年代記では、自らをルーシ（Rhos、qi se, id est gentem suam, Rhos vocari dicebant）と呼ぶノース人の一団が、838年にコンスタンティノープルを訪れたことが記されている。コンスタンティノープルから帰国の際、ルーシの人々はステップ経由ではマジャル人（ハンガリー人）に襲われる可能性があることを恐れ、ビザンティン皇帝テオフィロスの遣わしたギリシャ人大使と共にドイツ経由で帰国したという。また、帰国の途中インゲルハイム（en）という町で西ローマ皇帝（フランク王）ルートヴィヒ1世の問いに答えて、ルーシの長がchacanus（ラテン語「Khagan」、「カガン」のこと）と呼ばれていること、インゲルハイムの町より遥か北に住んでいること、また、自分たちはスウェーデン人である（comperit eos gentis esse sueonum）と述べたという。
それから30年後の871年春、ビザンツ(東ローマ)皇帝バシレイオス1世と西ローマ皇帝（東フランク王）ルートヴィヒ2世が連合してアラブ人から奪還したバーリの領有をめぐって争っていたとき、東ローマ皇帝は西ローマ皇帝に対して、皇帝の称号を不当に使用していることを非難する怒りの手紙を送った。バシレイオス1世は、フランク王であるルートヴィヒは単に国王（reges）であって、皇帝を名乗ることができるのはバシレイオス唯一人であるとした。バシレイオスはまたこうも指摘した。「各々の国にはそれぞれ最高指導者の呼称がある。例えばchaganusはアヴァール人、ハザール人、そしてノース人（Northmen、古代スカンジナビア人）の使う称号である。」これに対しルートヴィヒは「アヴァール・カガンについては知っているが、ハザールやノルマン人のカガンについては聞いたことが無い。」と返答した。なおバシレイオスの手紙自体は今日失われているが、「サレルノ年代記」に全文引用されているルートヴィヒの返信から内容を再構成することができる。このやり取りは、少なくともカガン国を自称する国がスカンディナヴィア半島にひとつはあったことを示唆している。
10世紀ペルシア出身のイスラーム地理学者イブン・ルスタ（en）は、「ルース人（al-Rūs）についていえば、彼らは一つの島（半島）に住み、その周囲は湖である。（中略）彼らにはルースのハーカーン（"Khāqān Rūs"）と呼ばれる一人の王がいる。」と書き残した。これについてフランス高等研究実習院のコンスタンティン・ザッカーマン教授は「イブン・ルスタは870年代の著者不明の文章を参照して記述しており、自身の参照した文献証拠の価値をより一層高めるため、そこに書かれていた支配者の称号をそのまま正確に伝えようと試みたにすぎない。」と指摘している。なおイブン・ルスタは著作の中で、カガン国はハザールとルーシの二つしかないと述べている。
他の同年代のルーシについての記述はイスラームの歴史家・地理学者ヤアクービーが889年-890年頃に書いたものがあり、そこでは854年アラブに包囲されたカフカースの山岳住民が、ローマ（ビザンティン帝国のこと）、ハザールおよび サカーリバ（Saqalība/複数形 Saqlāb スラヴ）の君主（ṣāḥib）に救援を求めたことが記されている。一方、10世紀後半に書かれた最古の近世ペルシア語地理書『世界境域誌』（Ḥudūd al-ʿĀlam）（作者不明）では、ルーシの王を"Rūs-khāqān"としている。ただし、この『世界境域誌』はイブン・フルダーズベを含む9世紀の多数の情報源を元にしたものであるので、このカガンに関する記述も、同時代の政治の現実を反映しているというよりも単にルーシ初期（リューリク以前）の文書から写したものかもしれない。11世紀の中央アジアの歴史家アブー・サイード・ガルディーズィー（ Abū Saʿīd ʿAbd al-Ḥayy Gardīzī ）もガズナ朝のスルターン・アブドゥッラシード（在位1049年-1053年）に献呈したペルシア語の通史『諸情報の飾り』（ Zayn al-Akbār ）のルースの項目の中で「（ルースは）海の中に横たわる島（jazīra：または半島）であり、その島は幅3日行程長さ3日行程（の大きさ）である。全土に木々と林がある。かの地は甚だしく湿気（nam）を帯びている。（中略）彼らには、『ルースのハーカーン』（ "Khāqān-i Rūs" ）と呼ばれる一人の王がいる。その島は10万の人々がおり、常にこの人々は船でサカーリバ人たち（Saqlāb）への遠征（ghazw）を行っている」と言及しているが、これも他のイスラーム地理学者と同様9世紀の文献資料を元にした記述である。
なお、キエフ・ルーシがキリスト教化された後も「カガン」の称号が使われていたことを示唆する資料もある。府主教イラリオンは、1050年頃の著作『律法と恩寵についての講話』（Slovo o Zakone i Blagodati）の中でキエフ・ルーシの大公ウラジーミル1世とヤロスラフ1世をカガン（Khagan）と呼んでいる。イラリオンはウラジーミルについて「我らの地の偉大なカガン（velikago kagana nashea zemlja, Vladimera）」、またヤロスラフについては「我らの敬虔なカガン」と記述した。また聖ソフィア聖堂の北側廊下には「神よ、われらがカガンを救い給え（"O Lord, save our khagan"）」とあるが、これは明らかにキエフ大公スヴャトスラフ2世（在位1073年-1076年）について述べたものである。また12世紀末の文学作品『イーゴリ遠征物語』に記述のある「オレグ汗（"kogan Oleg"）」とは、通例チェルニーゴフ公オレグのことと考えられている。

## 年代

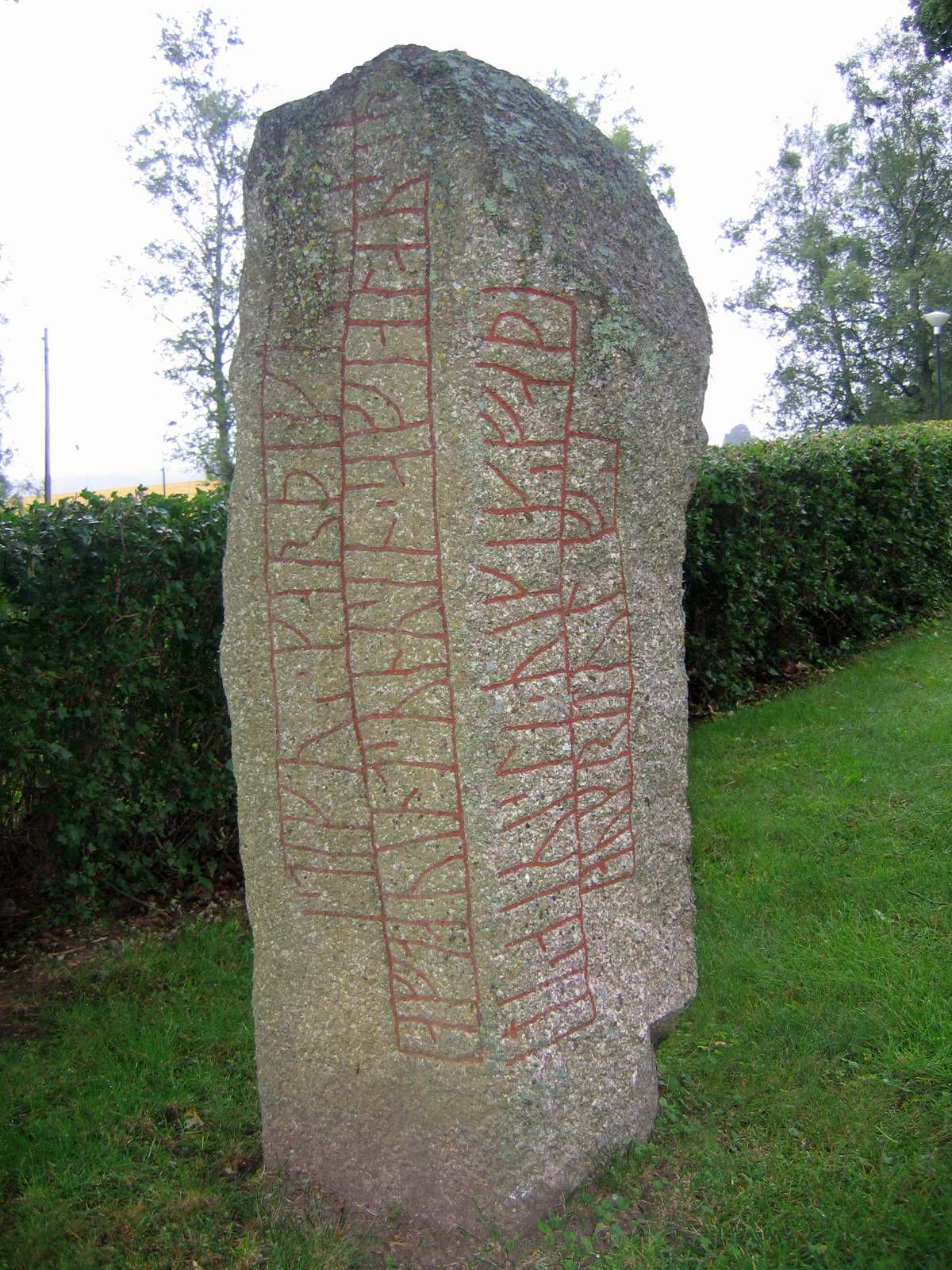
スウェーデンエステルイェートランド地方にあるヴァリャーグのルーン石碑（Kalvesten runestone）。年代は9世紀とされ石碑の中でも最古期のもの。ノース人の東方遠征の証でもある。

現存する一次資料からすると、ルーシの支配者がカガンの称号を使っていたのは、ルーシがコンスタンティノープルを訪れた838年から東ローマ皇帝バシレイオス1世の手紙が書かれた871年までのごく短い期間とするのが妥当である。バシレイオス1世以降のビザンティンの資料ではルーシの支配者をすべて「アルコン(archon、ギリシャ語の"支配者")」と呼んでいる。前項でとりあげた府主教イラリオンや『イーゴリ遠征物語』の作者は、正式な政治用語というよりは支配者を称賛する通り名としてスラヴ語の「クニャージ（英語：Knyaz）ではなく「カガン」あるいは「カン」の称号を使っている。なお、「クニャージ」という言葉は、そのときには既にルーシの支配者に対するスラヴ語の尊称として使用されており、ゲルマン語派のkuning（スウェーデン語 konung、英語 king、ドイツ語 könig）やゲルマン祖語のkuningazと同根語である。
ルーシ・カガン国の存在した年代については、研究者の間で議論の的になってきたが未だに結論は出ていない。米ハーバード大学教授であったオメリヤン・プリツァクの説では建国の年代は830年から840年頃である。1920年代のロシアの歴史家パベル・スミルノフは、ルーシ・カガン国は830年頃に建国されたが、すぐにマジャル-カバール民族によって滅ぼされカルパチア山脈の方へと追いやられたと推定した。どちらの説が正しいかは別として、いずれにせよルーシ又はルーシ・カガン国が830年代より前に存在したことを示す資料はない。
ルーシ・カガン国が消滅した年代についても同じく議論がある。カガンの称号はルーシ・ビザンツ条約（907年、911年、944年）では言及されていない。また、945年にコンスタンティノス7世がキエフ大公妃オリガのために饗宴を催したときに作られた、諸外国の支配者の称号を細心に記した宮廷典礼記録『De Ceremoniis』にもカガンの称号は記載されていない。さらに、イブン・ファドラーンが922年ルーシの地を訪れた際の『報告書』では、ルーシの支配者を「ルース王 "malik al-Rus"」としている。米ラトガース大学のピーター・ゴードン教授は、これら事実から沈黙を根拠とした推論（en）を経て、ルーシ・カガン国は871年から922年のいずれかの時点で消滅したと結論付けた。一方ザッカーマン教授は、ルーシ・ビザンツ条約においてカガンの称号が使われていないということはルーシ・カガン国が911年までに消滅した証であるとの意見を述べている。

## 位置

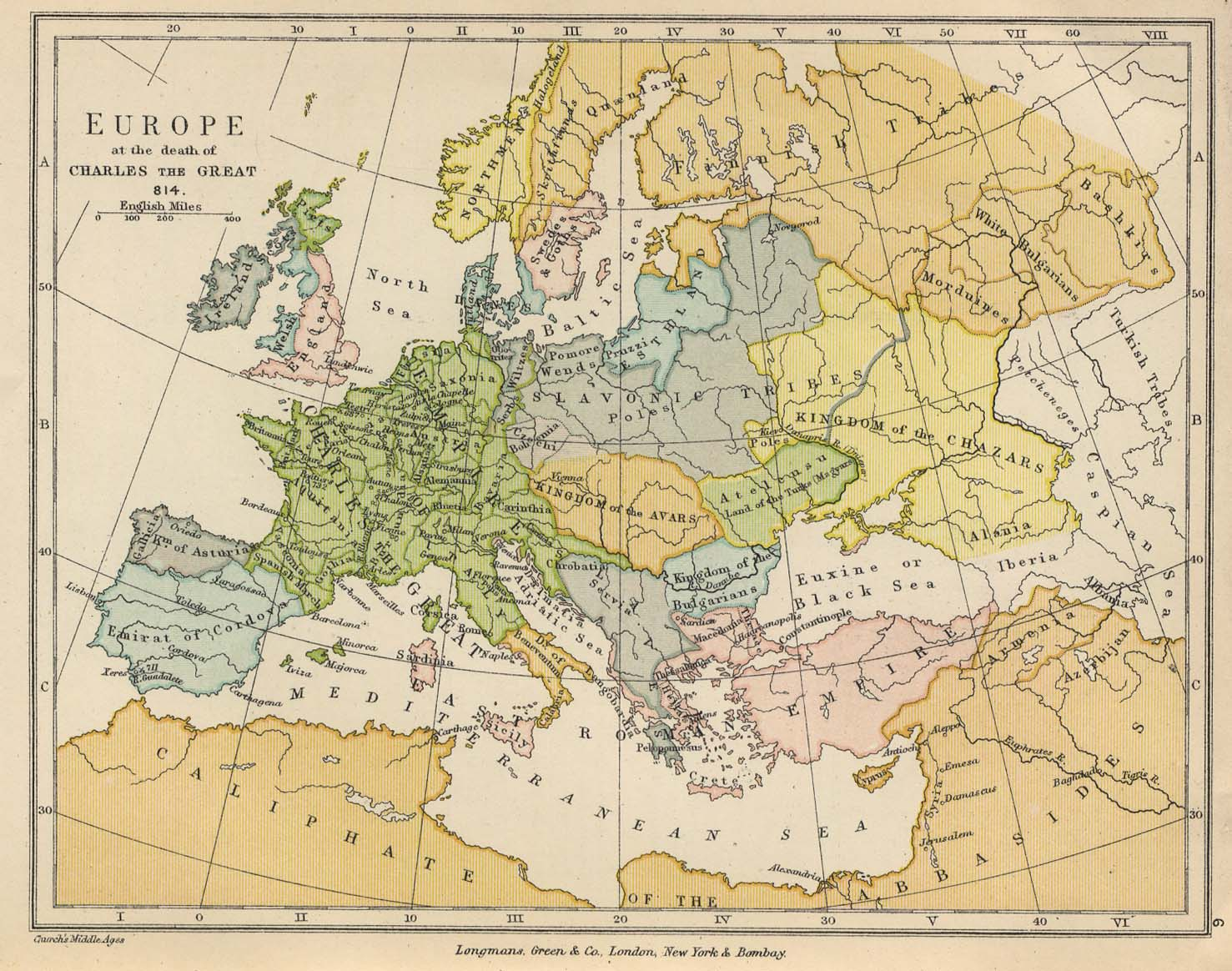
9世紀初期のヨーロッパ

ルーシ・カガン国が何処にあったかについては20世紀初頭から活発な議論が展開されてきた。
非主流派の一説によるとルーシ・カガン国はスカンジナビア半島やオランダ・ワルヘレン島（en）と同じくらい西側にあったとされ、これとは対照的な説として、米イェール大学教授ジョージ・ベルナツキー（en）はルーシ・カガンの本拠はクリミア半島東部もしくはタマン半島にあり、イブン・ルスタの書き残した「島」はクバン川の河口にあったと考えていたが、どちらの説もあまり多くの支持を得ることはなかった。考古学者の調査により9世紀のクリミア地方にはスラヴ-ノース人の住居の痕跡がないことが明らかとなり、一方スカンジナビアのノース人の資料には「カガン」の文言の記述がなかったからである。
ボリス・ルィバコフやレフ・ブミリョフに代表されるソ連史学では、キエフにルーシ・カガンがあり、アスコリドとヂルが名前の記録された唯一のカガンであったと想定している。ソ連時代の歴史・考古学者ミハイル・アルタモノフもこの説の支持者で、1990年代になってもアルタモノフの説は支持され続けた。

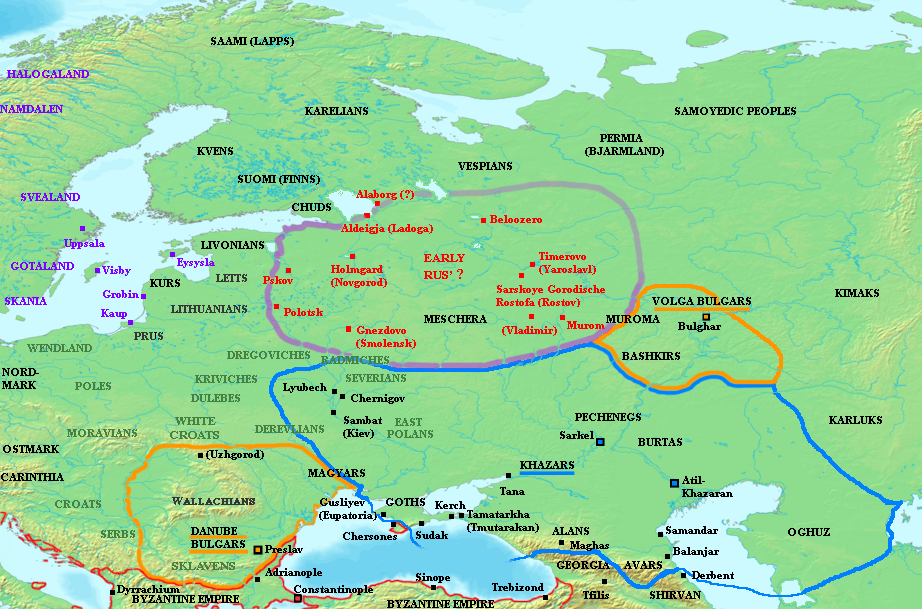
9世紀半ばのヴァリャーグ/ルーシの居住地域（赤字）とスラヴ民族の所在地（灰色字）。
（青線）はハザールの影響下にあった地域。

しかしながら、西側諸国の歴史家たちは、概してこの理論に異議を唱えている。理由としては、880年代以前のキエフの遺跡からは都市住居の痕跡がないこと、さらにキエフ近郊ではこの時代の考古学的発見がないこと、また特に問題なのは埋蔵貨幣が見つからないことである。もし貨幣が発見されれば、後のキエフ・ルーシの交易の中心となった「ヴァリャーグからギリシアへの道」と呼ばれるドニエプル川交易路ルートにおいて、既に9世紀の内に取引が行われていたことが証明されることになる。またザッカーマンは、考古学上証拠の研究した結果、キエフは元々ハザールとその従属国レベディア（ハンガリーの一部地域）の国境に設けられた砦であり、マジャール人が西方へ移動した889年になってはじめてドニエプル川中流域における経済的な発展が始まったと結論付けた。
　 

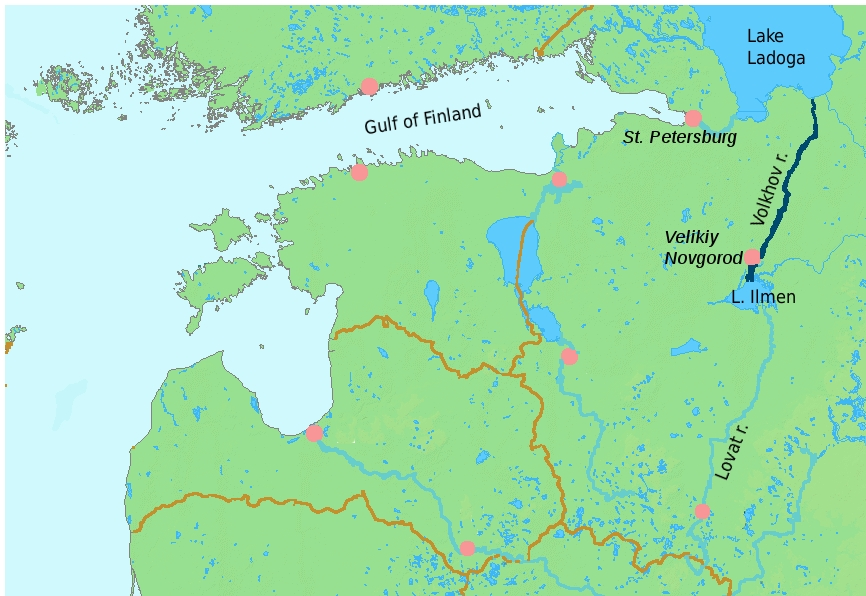
ヴォルホフ川の流路

ワシーリィ・バルトリドをはじめとする多くの歴史家は、ルーシ・カガン国の位置はさらに北方にあったとし、イブン・ルスタの『報告書』がカガン国の位置を知る唯一の手掛かりであると主張する。近年の考古学調査、とりわけドミトリー・マチンスキーによる調査によって、ルーシ・カガン国はラドガ、リュブシャ、ドゥボビキ、アラボルグやホルムガルドといったヴォルホフ川沿いの居住地群を拠点としていた可能性が出て来た。「これらの町は、大抵はじめは交易路を旅する商人たちが休憩や補給をするような小さな集落であり、商品の再積込をする位の機能しか備えていなかった。」仮にイブン・ルスタの引用した無数の旅行者の言を信じるのならば、カガン国時代のルーシたちは、おそらくブルガールやハザールを仲介して中東諸国と取引をするためヴォルガ川交易路（en）を大いに活用したものと思われる。またルーシの島の記述からは、ルーシの中心地がホルムガルドにあったことが読み取れる。なおホルムガルド（Holmgard）は後のノヴゴロドとなった町のことで、古ノルド語では「川の島の城」を意味する。『ノヴゴロド第一年代記（en）』ではリューリクが860年代に招かれ統治をはじめるまでノヴゴロドには秩序がなかったと記述されている。この記述に注目した考古学者ヨハンス・ブレンステッド（en）は、ホルムガルド-ノヴゴロドはリューリクが現れる前、ビザンティンに使節を送った839年頃を含み数十年にわたってルーシ・カガン国の首都であったと強く主張した。
マチンスキーはこの説に同意したが、ホルムガルド-ノヴゴロド以前のこの地域の政治的経済的中心地はアルディギャ-ラドガにあったと註釈を加えている。

## 起源
ルーシ・カガン国の起源についてははっきりしない。8世紀半ばにはヴォルホフ川下流沿いに最初のスカンジナビア系の人々が移住をはじめ、移住先の町〜今日のサンクトペテルブルク、ノヴゴロド、トヴェリ、ヤロスラヴリ、スモレンスクといった町が古ノルド語で「ガルダリキ（Garðaríki、砦の国）」と呼ばれるようになった。ノース人の首長は、テュルク語を話すステップの民には"kol-beki"（"海の王"）として知られるようになり、フィン-ウゴル系とスラヴ系諸族の地域、特にバルト海とカスピ海、更にセルクランド（Serkland、絹の地。アッバース朝。）を結ぶヴォルガ川交易路沿いの地域を支配下に収めた。
「ルーシ」とつく言葉にはよく論争が巻き起こるが、ルーシのカガンはどのような人々であったか、その出自についても多くの議論がある。スカンジナビア人、土着のスラヴ人またはフィン人もしくはそうした人々の混血であったかもしれない。オメリヤン・プリツァクは、ハザール・カガン国のトゥバン・デュグヴィ（Khan-Tuvan Dyggvi）という名のハーンが、ハザール人の一部族カバールenの起こした反乱に敗れ、従者と共にサラスコエ・ゴロジシチェへと移住し、そこでスカンジナビアの王族の娘と結婚して後のルーシ・カガンの王朝の始祖となったという仮説を立てた。ザッカーマンは、プリツァクの仮説を受け入れ難いものとして退け、同年代の資料にはハザールからルーシに避難したカガン（ハーン）がいたことは記されていないとした。にもかかわらずそれでもなお、ハザールと初期ルーシ王朝との間に何らかの関連性があった可能性がある。スヴャトスラフ1世など後代のキエフ・ルーシの大公が使用した三叉戟の紋章とよく似た紋章がハザールの遺跡とされる場所から発見されている。9世紀のルーシのカガン達と後のリューリク朝の支配者達との系統関係は、関係があるかどうかも含めて、不明である。
ルーシがカガンの称号をハザールから借用したことは多くの歴史家が認めるところである。だが、どういった事情・状況で借用したかについてはかなりの議論がある。ピーター・ゴールデンの説では、ルーシ・カガン国は、ハザールが度重なるマジャル人の襲撃を回避するためにオカ川の流域につくった国で、ハザールの傀儡国家であったと推測した。だが、9世紀のルーシがハザールに従属していた記録は無い。イブン・ルスタのような外国人によると、ハザールとルーシの称号には実質的な相違は無い。アナトリー・ノボセルツェフは、カガンの称号の受容はルーシがハザールと同等の地位にあることをアピールする意図があったとの仮説を立てた。「9世紀初めルーシの諸侯は一人の「海の王」の下でゆるやかに統一されていた」と主張する米ミネソタ大学教授トーマス・ヌーナンもこの説に同意し、この高位の王（High-King）がカガンの称号を受容して近隣諸国や臣民に自らの正統性を誇示したものであるとした。この説によると、称号を抱くものは神の委託を受けて統治を行う証である。

## 経済活動

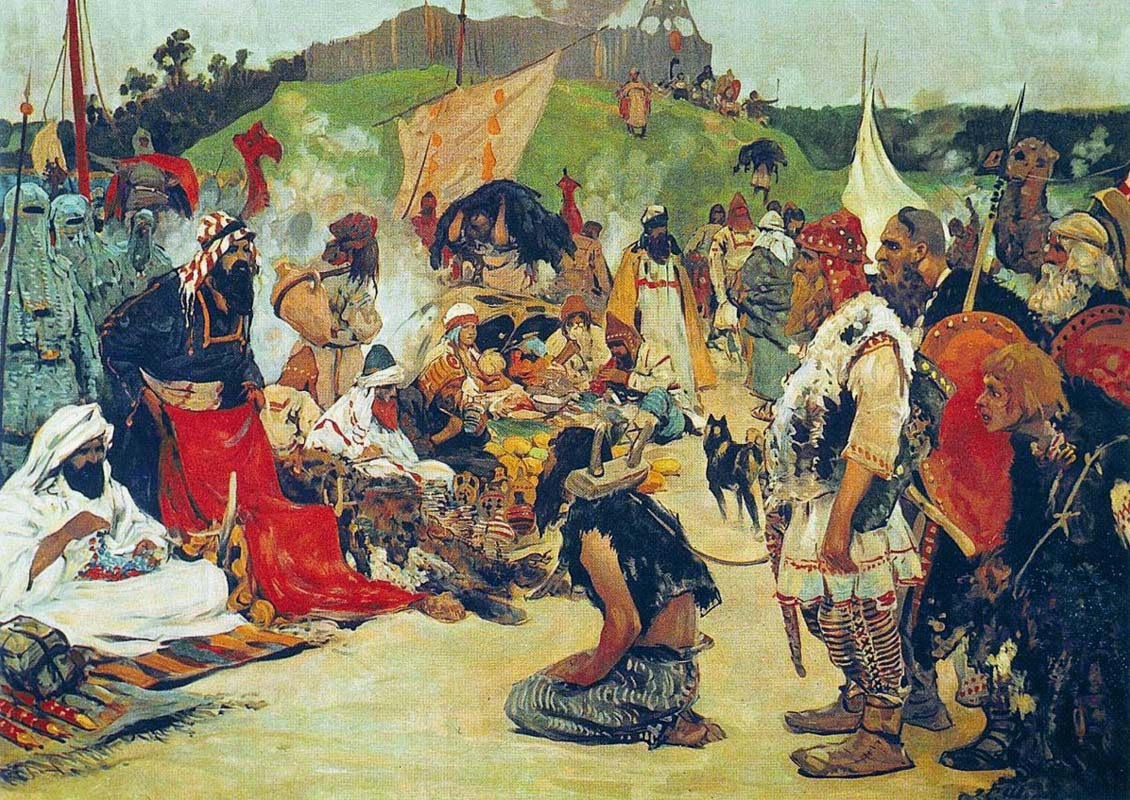
セルゲイ・イワノフ (画家)（en）画　『中世初期東欧における奴隷貿易』

ルーシ・カガン国の経済の中心はヴォルガ交易路 であった。スカンジナビアで発見される9世紀初めの埋蔵貨幣ではアッバース朝や他のイスラーム政権の使用したディルハム貨が大量に見つかり、ときには小さな破片となってルーン文字と共に石碑に刻み込まれていることもある。ヨーロッパ・ロシアとバルト海地域にある1,000以上の遺跡から総数22万8,000枚以上のアラブ硬貨が発見されている。このうち90%はヴォルガ交易路を通じてスカンジナビアに到達したものである。ディルハム貨がキエフ・ルーシの貨幣制度の基礎となったことは意外なことではない。
ルーシの主な収入源は交易であった。イブン・ルスタによるとルーシの人々は農耕をしなかったという。「彼らには耕作地がなく、サカーリバ人（スラヴ人）の土地から運んで来たものだけを食べて（生活して）いる。彼らは不動産（土地）も村も畑も持たずに、ただただ彼らの唯一の収入は貂や灰色リス（en）、その他の毛皮の商売から得たものだけである。したがって、彼らはそれらを売却する商売をおこない、硬貨を得ると、その財を彼らの飾り付きの帯の中にしっかりと縛って持っている。」
また「彼らはサカーリバ人を攻撃することがあるが、その際に、サカーリバ人のもとに船に乗って出かけて行き、捕虜にする。そしてルース人たちはサカーリバ人（捕虜）を連れてハズラーン（ハザール人）やブルガール（人）のもとに向かい、それを彼らに売却する。」としてルーシの奴隷貿易についても記述がある。ルーシの商人たちはヴォルガ川を下り、ブルガールやハザールに税を納め、カスピ海南岸の港町ゴルガーンやアバスクン（en）や、ときには交易のためバグダートまで旅をした。

## 政治体制
イブン・ファドラーンは922年に著した『報告書』の中で、ルーシの王は（ハザールのハーカーンと同じように）実権を持たず、代わりに政務や軍事は代理人（副王）が執って、「その人が軍隊を統率し、敵を攻撃したり、また王の臣民のことについて王の代理の役務を果たす。」と記述している。その一方でルーシ王は「女奴隷と交わり、酒を飲み、快楽に身をゆだねる以外にはするべきことがなかった。」また、王には腹心と重臣の者たちからなる400人の護衛がつき、「王と死を共にし、王なくば殺される。（中略）これらの400人の人たちは王の玉座の下に座っている。王の立派な玉座には。高価な宝石がちりばめられている。その玉座の傍らに[王と同衾のための]女奴隷40人が座っている。」イブン・ファドラーンによると、王はほとんど玉座から下りることがないので「もしも王が馬に乗りたい時には、彼らは王の馬をその玉座のもとに進め、王が馬から降りたい時も、ちょうど玉座のもとで王が降りられるように、王は馬を御す。」一方、イブン・ルスタは、ハーカーンは臣民の争いを裁定する最終的な決定権を持っていたと報告している。しかし、その決定は拘束力をもたなかったので、もし争いを起こした者がハーカーンの裁定に不服であるときは決闘で決着をつけた。この決闘は当事者の親族の前で剣を抜いて行い、決闘で優勢なものが争いに採決を下すことができた。
実権を持たない名目だけの王と、巨大な権力を持つその代理人とに二分された二王政は、ハザールの制度を反映したものである。ハザールでは、俗事の権限は名目上はハーカーンの部下であるハーカーン・バフの手にあり、これは王と軍事指揮官が分離している、伝統的なゲルマン人の体制と一致する。さらに、この二王政と、10世紀初めキエフ・ルーシの公イーゴリとオレーグとの類似性を指摘する研究者もいる（これは9世紀のアスコリドとヂルの二人と比較してのことであるが。）。聖なる王と軍事指揮官が分離した体制はイーゴリとオレーグの関係に見て取ることもできるが、これがルーシ・ハーン国からキエフ・ルーシに受け継がれたものなのかは定かではない。初期のキエフ・ルーシの公国は政治体制のみならず、軍事組織や法律などでもハザールや他の遊牧民のそれとよく似た特徴を持っており、こうした要素がハザールからルーシ・ハン国を経由してキエフ・ルーシに伝わったとする歴史家もいる

## 慣習と宗教
詳細は「en:Norse paganism」、「en:Slavic mythology」、「en:Christianization of the Rus' Khaganate」を参照

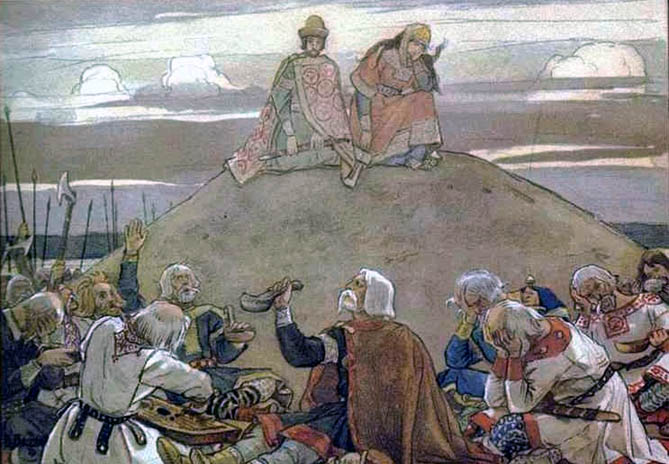
『従士によるオレーグ公の追悼』ヴィクトル・ヴァスネツォフ画 1899年。墳丘墓で葬儀を行うのはスカンディナヴィアや遊牧民に共通する慣習である。

1820年から行われたラドガと北部ロシアの関連集落の発掘調査により、ルーシの慣習は主としてスカンディナヴィア人の影響を受けていることが分かった。これはイブン・ルスタとイブン・ファドラーンとの著述の間でも一致しているところである。イブン・ルスタはルーシの王族の葬儀を簡潔に記述しており、「彼らの中の地位の高い者が死んだ時には、広い家のような墓を掘って、死者をそこに安置する。」さらに、食糧や黄金の腕輪など装飾品、硬貨、酒をいれた水差などの他、生前愛していた妻も一緒に墓に入れる。「墓の入口が閉じられると、彼女はその中で息が絶える。」イブン・ファドラーンはもう少し詳細な記録を残しており、ルーシは死者のために墳丘墓あるいは慰霊碑をつくり、そこにはルーン文字の碑文が刻まれることもあったとしている。さらにルーシの風習として船葬についても詳しい記述がある。ルーシの船葬には動物と人間の生贄を伴う。また、貧しいものが死ぬと小型の船をつくり、中に遺体を納めてそのまま火葬する。一方、裕福なものの場合は手の込んだ葬儀となる。財産は三等分され、三分の一は家族のために、三分の一は葬儀衣装を裁断するために、そして残り三分の一で酒（ビール）をつくる。また女奴隷のうちから、自発的に主人と死を共にして天国へ付き添うものをつどる。火葬の当日、死体は墓所から掘り返され、上質な衣服へ着替え、葬儀の為に特注された船に乗せられる。死を申し出た女奴隷は（故人の親族や友人と交わった後）殺され、故人とともに船に乗せられてから、故人のもっとも近親のものが船に火をかける。そのあと、火葬の船の場所に円形の丘のようなものを築き、葬儀は終わる。」
中世初期の歴史家たちは、ルーシが産まれたときから独立と開拓の精神を持ち合わせていることに感銘を受けていた。イブン・ルスタはこう記している。「子供が生まれたとき、その子の前に刀剣を差し出してから、子の面前に投げて”わしは、決してお前にこれを財産として残すのではなく、お間自身の所有するこの刀剣によって、[将来]、お前自らの財を得るためのものだ。」9世紀の天文・地理学者マルワズィー（en）は、これは息子に対する教育・指導についての記述であり、父親の遺産を受け継いだのは娘であったと報告している。こうした無骨なまでの個人主義は病気への対処の仕方にも現れている。イブン・ファドラーンによると、「彼ら（ルーシ）の一人が病気になると、彼らのところから離れた一角に小型天幕を張って、その中に病人を放り込んでおく。そして、彼らはその者に若干のパンと水を持たせるだけで、決して近づいたり話し掛けたりしない。その病人が奴隷であれば、なおさらのことである。もしもその者が自分で回復すれば、そこで立ち上がって彼らのもとにもどるが、死んでしまえば、彼らはその者を焼いてしまう。しかし、その者が奴隷であれば、彼らはその奴隷を放置しておく。すると、放置された奴隷を犬や肉食の鳥たちが食べてしまう。」史料では、ルーシが性についても自由主義だったことを伝えている。イブン・ファドラーンによると、ルーシの王は家来たちの控える前で恥じることなく女奴隷と交わったという。また、ヴォルガ河畔に到着したルーシの商人は、仲間の前でも売り物の女奴隷と交わり、ときには乱交（en）を重ねていることもあった。

イブン・ファドラーンとイブン・ルスタの両者とも、ルーシがペイガニズムを熱心に信仰している様を描写している。イブン・ルスタとガルディジーは、ルーシのシャーマンあるいは呪医（en:medicine men）、神官たち（attiba）は一般市民に対して大きな権力をもっていた。イブン・ルスタによると、この神官たちは「まるですべてのものを所有しているかのように」振舞っていた。神官たちは、どの女、男、または動物を神への犠牲として捧げるかを決定するが、その決定が覆ることはない。神官は犠牲に選ばれた人間や動物を受け取ると、その首に縄をかけ木に吊るして殺した。イブン・ファドラーンはルーシの商人が長い棒杭の前で貢物を供え商売の成功を祈っていたことを記述した。その棒杭には、「人間に似た顔が彫りこまれてあって、棒杭の周囲に小さな複数の彫像があり、さらにそれらの彫像の背後には土中に立てられた数本の長い棒杭がある。」商売がその者に不利になって滞在が長引くと貢物をさらに供え、それでもなお商売がうまくいかない場合、小さな彫像の一つにも貢物を持っていく。商売が特にうまくいった場合、ルーシの商人は牛や羊といった貢物をさらに用意しその一部を施し物として分け与える。
一方、ビザンティンの史料では、860年代の終わりごろルーシがキリスト教を受容したことが記されている。総主教フォティオス1世は、867年の回勅でルーシの人々が改宗して熱心な信者となったと書き残し、彼の地に主教を送ったことにも触れた。コンスタンティノス7世は、この改宗はミカエル3世とフォティオスの功績ではなく、祖父バシレイオス1世と総主教イグナチウス（en）のおかげだと考えていた。コンスタンティノスは、ビザンティンが説得力のある言葉と、金、銀や貴重な織物をはじめとする贈り物によってルーシを改宗させたことを語っている。また、異教徒であったルーシは、大主教が聖歌集を炉の火に投げ込んでも本には焦げ跡すらついていなかった、などという奇跡に強く感銘を受けていたとした。イブン・フルダーズベは、9世紀後半の著作の中で、イスラームの地を訪れたルーシは自らが「キリスト教徒である」と主張したことを伝えている。このルーシ・カガン国のキリスト教化に関しては、現代の歴史家たちの間でその史実性と程度について見解が分かれている。

## 近隣国との関係
838年、ルーシ・カガン国がビザンティン帝国に使節を派遣したことがサンベルタン年代記に記録されているが、使節団の目的については歴史家の間で意見が分かれている。
アレクセイ・シャハマトフは、使節団はビザンティンとの間に友好親善関係を確立することと、西ヨーロッパからスウェーデンまでの道を拓くことを目的としていたと主張した。
コンスタンティン・ザッカーマンは、ルーシの使節団は830年代のパフラゴニア 遠征の後、和平条約を締結するための交渉をしようとしていたと仮定した。
ジョージ・ベルナツキーは833年にサルケルに砦が建設されたことと使節団の使命に関連性があると指摘した。なおこの使節団について、ビザンティン側の資料には記録が無い。また、860年にコンスタンティノポリス総主教フォティオス1世は、ルーシについて「未知の人々」と書き残している。
ベルナツキーの説によると、ハザールとビザンティンは、主にルーシの襲撃から国を守ることを目的として、ドン川とヴォルガ川の間の陸路輸送の要衝にサルケル砦を建設したという。しかしながら、他の研究者はサルケル砦はマジャル人やその他の遊牧民に対する防衛と監視を目的として建設されたもので、ルーシに対してではないとしている。ウクライナの歴史家ミハイロ・フルシェフスキーは、現存する資料からはこの点について判断することはできないと述べている。11世紀後半のギリシャ人歴史家ヨハネス・スキュリツェスは、サルケル砦が「ペチェネグに対する堅固な防壁」であったと主張しているが、砦建設の本来の目的については言及していない。
860年6月、ルーシは200隻の船団をもってコンスタンティノープルを包囲（en）した。このときビザンティンの陸軍と海軍は首都から遠く離れた場所にいたため、ルーシの攻撃を防ぐ手立てが無かった。ルーシがビザンティン軍不在のタイミングを見計らって襲撃してきたことは、838年の使節派遣以来、ルーシが商業面や他のあらゆる面で関係を構築し、帝国の内情に通じていたことを物語っている。ルーシは同年8月4日に突如引き揚げるまでの間、コンスタンティノープル市街地を徹底的に破壊しつくした。
なお、ルーシは初めハザールと大規模な交易を行っていた。イブン・フルダーズベは著書『諸道と諸国の書』（en）の中で「彼らはスラヴの川（ドン川）からハザールの本営ハムリジ（en）に現れた。その場所は、後のハザールの支配者がルーシから十分の一税を徴集する場所であった」と記している。また、アラブの資料から推論し、ルーシ・カガン国の政治的文化はハザールとの接触の影響を大いに受けていたとする論評者もいる。しかし、10世紀初めにリューリク朝が興ると、ルーシとハザールの関係は悪化した（en）。

## 衰退と後継国
コンスタンティノポリス総主教フォティオス1世が正教会の他の主教にルーシのキリスト教化について伝えた直後、ロシア北西部にあったルーシ・カガン国の中心地で大規模な火災がおこり、多くの町が火災によって焼失した。考古学調査によると、この火災がおこったのは860年代か870年代で、ホルムガルド、アルデイギャ、アラボルグ、イズボルスクなどの町で大火災があった証拠が発見されている。なお、これら町のうちいくつかは、この大火の後再建されることはなかった。原初年代記には、土着の信仰を持つスラヴ人やチューヂ人（フィン人）が流入してきたヴァリャーグらに対して反乱をおこし、862年に彼らを国の外に追い払ったとの記述がある。ただし、ノヴゴロド第一年代記（シャハマトフはこちらの記述の方がより信頼性が置けるとした）では、リューリクが現れる以前のこうした蜂起について、年代を記載していない。16世紀のニコン年代記では、ヴァリャーグがルーシの国から退いたのはヴァディム（リューリクに反旗を翻したイリメニ・スラヴ族の長）に拠るものとしている。また、ウクライナの歴史家ミハイロ・フルシェフスキーは、ヴァディムの反乱をルーシのキリスト教化に対する「異教徒の反発」ととらえた。 その後ルーシの地は不安で無秩序となった。ザッカーマンは、およそ875年から900年までこの状態が続き、880年代と890年代に貨幣の出土がないのは当時ヴォルガ交易路が機能を停止したためであり、これはヨーロッパ初の「銀の危機」を引き起こていたとした。
ルーシの地は、この経済的な停滞期と政治の混乱期を経て、およそ900年ごろ復興をみた。ザッカーマンは、この復興をリューリクと彼の部下たちの到来と結びつけて考えた。リューリクらは、理由については定かではないが、ヴォルガ交易路ではなく、バルト海と黒海を繋ぐドニエプル交易路（後に「ヴァリャーグからギリシアへの道」と呼ばれる）に注目し発展させ、ラドガおよびノヴゴロドのスカンディナヴィア人集落も急速に復興した。900年から910年にかけて、大規模な交易の前哨拠点がドニエプル川沿い、現在のスモレンスクの近くにあるグニャーズドボに形成された。また同じくドニエプル川流域にあるキエフも重要な都市として発展していった。
ルーシ・カガン国が最期、発展してキエフ・ルーシとなったのか、あるいは単にキエフ・ルーシに吸収されたのかは不明である。キエフの人々はカガンの在り方についてあまりはっきりとした考えをもっていなかったようでもある。スラヴ側の史料では、860年代のルーシのキリスト教化や830年代のパフラゴニア 遠征について触れていない。また860年代のルーシのコンスタンティノープル侵攻についての記述も、ギリシャ側の史料から原初年代記の著者が引用したものであり、これは当時のルーシが未だ書き言葉をもっていなかったことを示唆している。